# Baienfurt
Baienfurt est une commune de Bade-Wurtemberg (Allemagne), située dans l'arrondissement de Ravensbourg, dans la région Bodensee-Oberschwaben, dans le district de Tübingen.

## Jumelages
- Martonvásár (Hongrie) depuis 1993
- Goito (Italie) depuis 2006
- Pirna (Allemagne) depuis 2010